# Homola
Homola (712 m n.p.m.) – szczyt w zachodniej części Beskidu Niskiego, nad Uściem Gorlickim.
Piesze szlaki turystyczne:
- Wawrzka – Flasza – Homola (712 m n.p.m.) – Bordiów Wierch (755 m n.p.m.) – Ropki
- Homola (712 m n.p.m.) – Uście Gorlickie – Oderne – Schronisko PTTK na Magurze Małastowskiej